# سرو ستيفنسوني
السرو الستيفنسوني نوع نباتي شجري ينتمي إلى جنس السرو من الفصيلة السروية .

## الانتشار
موطنه ولاية كاليفورنيا غرب الولايات المتحدة.